# Zo d'Axa
Alphonse Gallaud de la Pérouse (28 de mayo de 1864, París – 30 de agosto de 1930), más conocido como Zo d'Axa (pronunciación en francés: /zo daksa/), fue un aventurero, activista antimilitarista, autor satírico, periodista, y fundador de dos de las revistas francesas más legendarias en el ámbito libertario: L'EnDehors y La Feuille. Descendiente del famoso explorador francés Jean-François de Galaup, conde de Lapérouse, fue uno de los más prominentes individualistas anarquistas franceses de comienzos del siglo XX.

## Biografía
Zo d'Axa nació en una familia burguesa, descendiente de La Perouse, el célebre navegante. Su abuelo era proveedor oficial de productos lácteos de la familia imperial, y su padre un alto funcionario de los Ferrocarriles de Orléans, que más tarde se convirtió en uno de los ingenieros de la ciudad de París. Su hermana María, que publicó en 1929 una historia del budismo, pasó varios años en el Tíbet, donde se vestía como un hombre y vivía en compañía de un sherpa.
Después de estudiar en el Chaptal College, se alistó como soldado de caballería, desertó a Bélgica y estuvo exiliado en Italia en 1889. Allí dirigió un diario ultra-católico y se dedicó a seducir a las mujeres de su entorno. Según un mito popular, durante su estancia en Italia d'Axa dudó entre convertirse en anarquista o en religioso misionero, cuando fue acusado (equivocadamente, aducía) de insultar a la Emperatriz de Alemania, y se convirtió al anarquismo debido al proceso legal al que se le sometió. Pasó los años siguientes siendo perseguido de un país a otro por la policía, antes de aprovechar una amnistía general para regresar a Francia.
Al llegar a este punto, habiendo llevado "una vida de indignidad" (en palabras del historiador Jules Bertaut), y siendo un agitator por temperamento, d'Axa se decantó hacia el movimiento anarquista. Fundó el famoso diario anarquista L'EnDehors en mayo de 1891, con numerosos colaboradores como Jean Grave, Louise Michel, Sébastien Faure, Octave Mirbeau, Tristan Bernard y Émile Verhaeren desarrollando ideas libertarias. D'Axa y L'EnDehors rápidamente se convirtieron en objetivo de las autoridades (especialmente después de los atentados cometidos por el anarquista Ravachol) y d'Axa fue encarcelado en la prisión de Mazas (antiguo presidio de París, demolido en 1900). Después de su liberación, escribió numerosos panfletos. Conoció a los pintores Camille Pissarro y James Whistler en Londres. Fue arrestado otra vez en Italia, entregado a Francia y encerrado durante diez años en Sainte Pelagie (París) antes de su liberación en 1894. Visitó México, Canadá y los Estados Unidos, donde conoció a la viuda de Gaetano Bresci (el asesino del rey italiano Humberto I), antes de regresar a Marsella, Francia, donde se suicidó el 30 de agosto de 1930.

## Filosofía

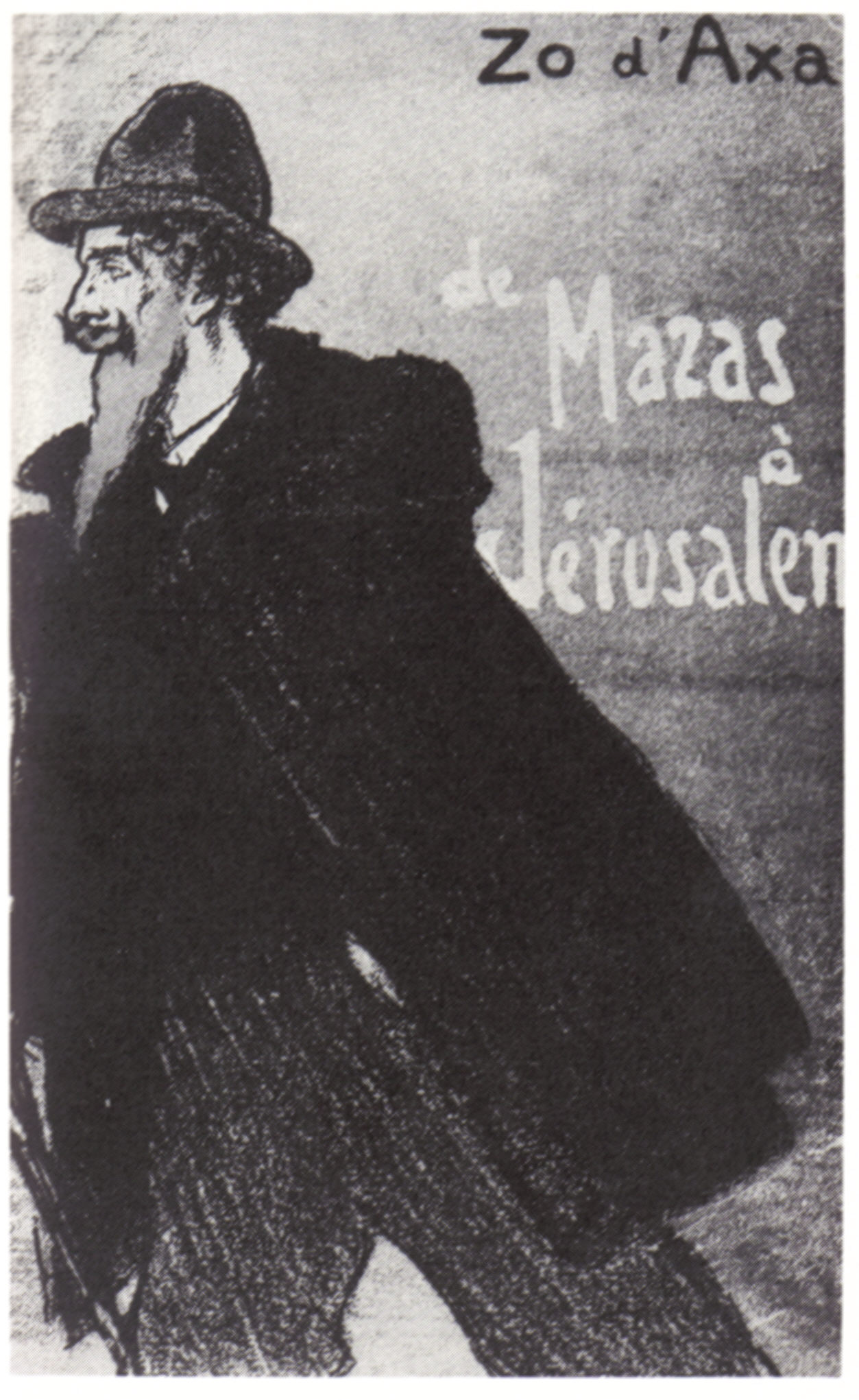
De Mazas à Jérusalem (1895)

Individualista y esteta, d'Axa justificó el uso de la violencia anarquista, viendo en la propaganda de la acción algo semejante a una obra de arte. Escribía que "Los anarquistas no tienen ninguna necesidad de esperar lejanos futuros mejores, conocen un medio seguro de alcanzar la alegría inmediatamente: ¡destruir apasionadamente!" "Es bastante sencillo.", d'Axa proclamó de sus contemporáneos: "Si nuestros extraordinarios vuelos (nos fugues inattendues) expulsan a algunas personas un poco, la razón es que nosotros hablamos de las cosas diarias como el bárbaro primitivo haría , iniciadas a través de ellos." D'Axa era un bohemio "exultante en su estado marginal", exégeta del ''anti-estilo'' de vida capitalista y precursor de los bandidos anarquistas illegalistas itinerantes en Francia. Expresó su desprecio por las masas y la aversión a sus gobernantes. Fue un importante intérprete de la filosofía del anarquista individualista Max Stirner, defensor de Alfred Dreyfus y adversario de prisiones y penitenciarías. D'Axa se convirtió en un influyente referente teórico anarquista del sentimiento de rechazo al trabajo.

## Publicaciones
- De Mazas à Jérusalem (1895). Ilustraciones de Lucien Pissarro, Steinlen y Félix Vallotton.
- L'EnDehors (1891–1893)
- La Feuille (1897–1899)